# OMG (песня)
OMG — песня американского певца Ашера, записанная при участии американского рэпера will.i.am, который также является автором и продюсером песни. В нескольких строках песни использован эффект автотюна, а также скандирование спортивных лозунгов в стиле Джока Джемса. «OMG» была выпущена как четвёртый сингл с шестого студийного альбома Ашера Raymond v. Raymond 22 марта 2010 года, за четыре дня до релиза альбома. Песня была встречена критиками неоднозначно: критики раскритиковали использование автотюна, но высоко оценили танцевальный и клубный дух песни. Это второй совместный проект Ашера и will.i.am после сингла «What's Your Name» с его предыдущего альбома Here I Stand (2008).
«OMG» достиг вершины американского чарта песен Billboard Hot 100, став девятым хитом Ашера, занявшим первое место в этом чарте, сделав его первым артистом 2010-х годов, чьи синглы занимали первое место в чартах три десятилетия подряд. Он стал лишь четвёртым артистом всех времён, добившимся такого результата. Ашер также стал третьим артистом, у которого хотя бы одна песня из пяти студийных альбомов подряд достигла первого места. За пределами США «OMG» возглавил чарты в Австралии, Ирландии, Новой Зеландии и Великобритании, а также вошел в первую десятку чартов в Бельгии (Фландрии) и Канаде. Хореографию песни и насыщенный танцевальными движениями клип критики сравнивали с песней «Yeah!». Ашер несколько раз исполнял её вживую, в том числе в девятом сезоне шоу «American Idol» вместе с will.i.am. Он также исполнил её в составе попурри во время своего выступления на церемонии MTV Video Music Awards 2010, которое получило хорошие отзывы от критиков. «OMG» заняла пятое место в списке самых продаваемых песен 2010 года в США, продав 3,8 миллиона копий. За тот же год по всему миру было продано 7 миллионов копий песни.

## Запись и композиция
Песня «OMG» была написана и спродюсирована фронтменом The Black Eyed Peas will.i.am. Композиция была записана на студии Chung King Studios в Нью-Йорке. Дилан «3-D» Дрездоу свёл запись на студии Paper V.U. Studios в Северном Голливуде. Вокальный сэмпл с криками толпы «oh oh» был взят из скандирования, которое will.i.am впервые услышал на концерте Black Eyed Peas во Франции. Песня была записана will.i.am во время выступления с The Black Eyed Peas на французском телешоу Taratata.
«OMG» — это поп-песня в среднем темпе, вдохновлённая такими поджанрами как дэнс-поп и синти-поп, а также R&B. В песне также присутствуют нотки евродэнса. В нескольких строках используется эффект вокала Auto-Tune, а также "гипнотические" хлопки в ладоши и скандирование на арене в стиле Jock Jams. Она написана в тональности ми минор, а вокал Ашера охватывает диапазон от низкой ноты соль мажор до высокой ноты ми5. Он следует последовательности аккордов Em–D–Bm7–C6.

## Коммерческий успех
Песня дебютировала на 14-м месте в американском чарте синглов Billboard Hot 100, разойдясь тиражом в 130 000 копий за первую неделю. «OMG» стала третьим лучшим дебютом в чарте Billboard Hot 100 за всю карьеру Ашера, уступив лишь «Nice & Slow» 1997 года, занявшему девятое место, и «My Way» 1998 года, занявшему тринадцатое место. 15 мая 2010 года песня поднялась на первое место в чарте, став девятым синглом Ашера, занявшим первое место, и первым сольным синглом Will.i.am, занявшим первое место (без своей группы The Black Eyed Peas). «OMG» также улучшил свои позиции в других чартах Billboard, поднявшись с 14-го на седьмое место в чарте Hot 100 Airplay и со второго на первое место в чарте Hot Digital Songs. Позже песня возглавила оба чарта. К марту 2011 года продажи «OMG» достигли 4 миллионов экземпляров, а по состоянию на май 2013 года было продано 4 719 000 копий песни. 
С этой песней Ашер разделил с Bee Gees, Элтоном Джоном и Полом Маккартни девятое место среди артистов всех времен с наибольшим количеством хитов номер один в Billboard Hot 100. Ашер также стал третьим сольным исполнителем среди мужчин, после Маккартни и Майкла Джексона, которому удалось собрать по крайней мере один сингл номер один с пяти последовательных альбомов. «OMG» сделала Ашера первым артистом в 2010-х , чьи синглы занимали первое место в чартах три десятилетия подряд. У Ашера это были 1990-е, 2000-е и 2010-е годы. Он стал всего лишь пятым артистом всех времен, добившимся этого. Другими артистами были Стиви Уандер в 1960-х, 1970-х и 1980-х годах; Майкл Джексон в 1970-х, 1980-х и 1990-х годах; Мадонна и Джанет Джексон в 1980-х, 1990-х и 2000-х годах. «OMG» был вторым самым коротким названием, возглавившим чарт, разделив первое место с песнями Джексона «Ben», «Bad» и «ABC» с группой Jackson 5, а «3» Бритни Спирс стала лидером чарта с самым коротким названием.
«OMG» заняла третье место в чарте R&B/Hip-Hop Songs, второе место в чарте Pop Songs и третье место в чарте Hot Dance Club Play. Песня также возглавила Rhythmic Top 40, сделав Ашера первым артистом, собравшим 10 синглов на первом месте в чарте, обогнав 50 Cent, Бейонсе, Нелли, T-Pain и Мэрайю Кэри, каждый из которых имел по семь синглов номер один.
«OMG» достиг второго места в Канаде и был сертифицирован Канадской ассоциацией звукозаписывающей индустрии как платиновый. Позже он стал дважды платиновым за продажи более 160 000 копий. В 2010 году в Канаде было продано 223 000 копий. На международном уровне «OMG» попала в чарты по всей Европе, достигнув первого места в Ирландии и Великобритании, где она стала третьей самой продаваемой песней 2010 года. Она также заняла умеренные позиции в чартах других стран, что позволило ей достичь шестой позиции в European Hot 100 Singles. Кроме того, песня вошла в десятку лучших в Словакии и Бельгии (Фландрия); в двадцатку лучших в Бельгии (Валлония), Японии, Чехии, Нидерландах, Бразилии и Франции; в тридцатку лучших в Германии, Дании и Швеции и в сорок лучших в Венгрии, Мексике, Бразилии (Airplay) и Швейцарии. В Австралии и Новой Зеландии песня возглавила чарты.

## Чарты
| Чарт (2010–2011)                      | Высшая позиция |
| ------------------------------------- | -------------- |
| Австралия (ARIA)                      | 1              |
| Австрия (Ö3 Austria Top 40)           | 41             |
| Бельгия/Фландрия (Ultratop 50)        | 10             |
| Бельгия/Валлония (Ultratop 50)        | 16             |
| Бразилия (Billboard) Hot 100 Airplay  | 37             |
| Бразилия(Billboard) Hot Pop Songs     | 14             |
| Канада (Billboard Canadian Hot 100)   | 2              |
| Чехия (Rádio — Top 100)               | 17             |
| Дания (Tracklisten)                   | 21             |
| Европа (European Hot 100 Singles)     | 6              |
| Франция (SNEP)                        | 16             |
| Германия (GfK)                        | 27             |
| Венгрия (Rádiós Top 40)               | 40             |
| Ирландия (IRMA)                       | 1              |
| Япония (Billboard Japan Hot 100)      | 11             |
| Мексика Mexico Airplay (Billboard)    | 36             |
| Нидерланды (Dutch Top 40 Tipparade)   | 12             |
| Нидерланды (Single Top 100)           | 39             |
| Новая Зеландия (Recorded Music NZ)    | 1              |
| Шотландия (OCC Scotland)              | 2              |
| Швеция (Sverigetopplistan)            | 28             |
| Словакия (Rádio — Top 100)            | 9              |
| Швейцария (Schweizer Hitparade)       | 38             |
| Великобритания (OCC UK Singles)       | 1              |
| Великобритания (OCC UK Hip Hop/R&B)   | 1              |
| США (Billboard Hot 100)               | 1              |
| США (Billboard Dance Club Songs)      | 3              |
| США (Billboard Dance Singles Sales)   | 1              |
| США (Billboard Hot Latin Songs)       | 21             |
| США (Billboard Hot R&B/Hip-Hop Songs) | 3              |
| США (Billboard Pop Airplay)           | 2              |
| США (Billboard Rhythmic)              | 1              |

| Чарт (2010)                           | Позиция |
| ------------------------------------- | ------- |
| Австралия (ARIA)                      | 2       |
| Австралия Urban (ARIA)                | 2       |
| Бельгия (Ultratop 50 Flanders)        | 54      |
| Бельгия (Ultratop 50 Wallonia)        | 75      |
| Бразилия (Crowley)                    | 87      |
| Канада (Canadian Hot 100)             | 13      |
| Европа (European Hot 100)             | 49      |
| Ирландия (IRMA)                       | 14      |
| Новая Зеландия (Recorded Music NZ)    | 7       |
| Швеция (Sverigetopplistan)            | 88      |
| Китайская Республика (Hito Radio)     | 41      |
| Великобритания Singles (OCC)          | 4       |
| США Billboard Hot 100                 | 5       |
| США Hot Dance Club Songs (Billboard)  | 11      |
| США Hot R&B/Hip-Hop Songs (Billboard) | 29      |
| США Hot Latin Songs (Billboard)       | 55      |
| США Pop Songs (Billboard)             | 14      |
| США Rhythmic (Billboard)              | 3       |

| Чарт (2010–2019)      | Позиция |
| --------------------- | ------- |
| США Billboard Hot 100 | 60      |

## Сертификация
| Регион | Сертификация  | Продажи   |
| --- | ------------- | --------- |
| Австралия (ARIA) | 6× Платиновый | 420 000   |
| Канада (Music Canada) | 2× Платиновый | 223,000*  |
| Германия (BVMI) | Золотой       | 150 000   |
| Мексика (AMPROFON) | Золотой       | 30 000*   |
| Новая Зеландия (RMNZ) | 2× Платиновый | 30 000*   |
| Швеция (GLF) | Золотой       | 20 000    |
| Великобритания (BPI) | 2× Платиновый | 1 200 000 |
| США (RIAA) | 8× Платиновый | 8 000 000 |
| * Данные о продажах приведены только на основе сертификации. · Данные о продажах + прослушиваниях приведены только на основе сертификации. |               |           |